# Ferdinandeo

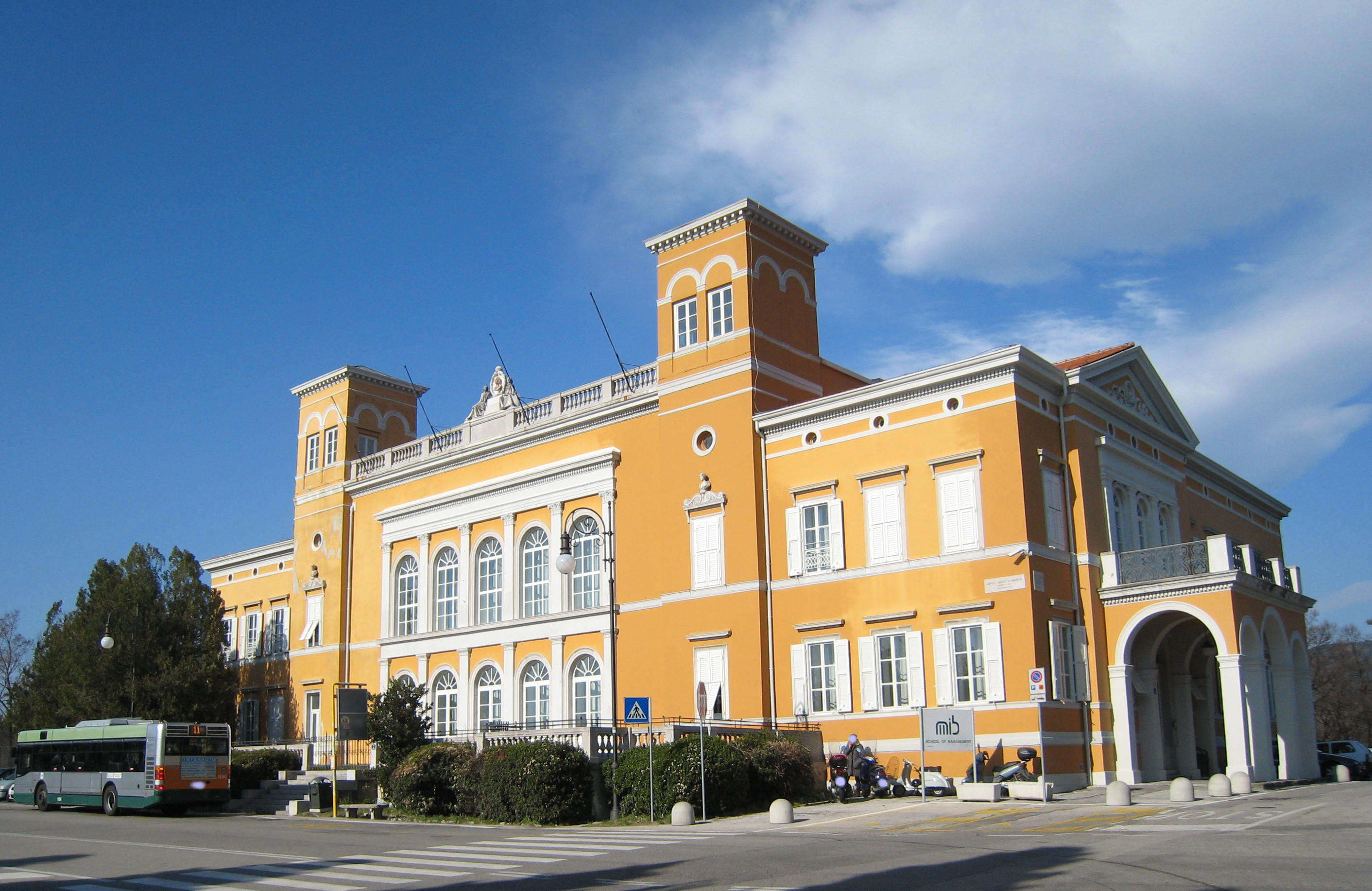
Il palazzo del Ferdinandeo

Ferdinandeo è un palazzo ubicato a Trieste, situato sulla sommità del colle di Chiadino in località Cacciatore. La facciata principale si trova sulla via Carlo de Marchesetti, mentre l’ingresso laterale si trova in Largo Caduti di Nasiriya.
Il monumentale edificio fu eretto tra il 1856 e il 1858 su progetto dell'architetto Friedrich Hitzig (Berlino, 1811-1881) in onore dell'imperatore Ferdinando I d'Asburgo, che nel 1844 donò al Comune di Trieste il bosco del Farneto, oggi parco cittadino comunemente chiamato Boschetto, e ai cui margini sorge il palazzo.
Al centro della balaustra, sulla parte superiore dell’edificio, si trova un gruppo scultoreo composto dalla Giustizia e dalla Gloria, con al centro il busto dell’imperatore Ferdinando I con sotto l’iscrizione “RECTA TUERI”.
Il palazzo inizialmente ospitò per alcuni decenni l'Hotel Ferdinandeo, per venire poi utilizzato per svariate attività. A seguito della concessione da parte del comune di Trieste, proprietario dell’immobile, dal 1999 il palazzo è la sede del MIB Trieste School of Management.